# Вестон (Колорадо)
Вестон (енгл. Weston) насељено је место без административног статуса у америчкој савезној држави Колорадо.

## Демографија
По попису из 2010. године број становника је 55.
| Група             | 2000.    | 2010.      |
| Белци             | 0 (0,0%) | 13 (23,6%) |
| Афроамериканци    | 0 (0,0%) | 0 (0,0%)   |
| Азијати           | 0 (0,0%) | 0 (0,0%)   |
| Хиспаноамериканци | 0 (0,0%) | 40 (72,7%) |
| Укупно            | 0        | 55         |